# Sanctuaire (rite byzantin)
Pour les articles homonymes, voir Sanctuaire (homonymie).
Le sanctuaire est, dans les églises de rite byzantin — églises orthodoxes et églises catholiques de rite byzantin —, la partie de l'édifice réservée au clergé dans laquelle sont effectués les rites non publics de la liturgie : essentiellement la liturgie de la Préparation des Saints Dons destinés à la Divine Liturgie.

## Disposition du sanctuaire
Dans les églises de rite byzantin, le sanctuaire constitue généralement la partie orientale de l'édifice. Il est séparé de la nef, où se tiennent les fidèles, par l'iconostase.

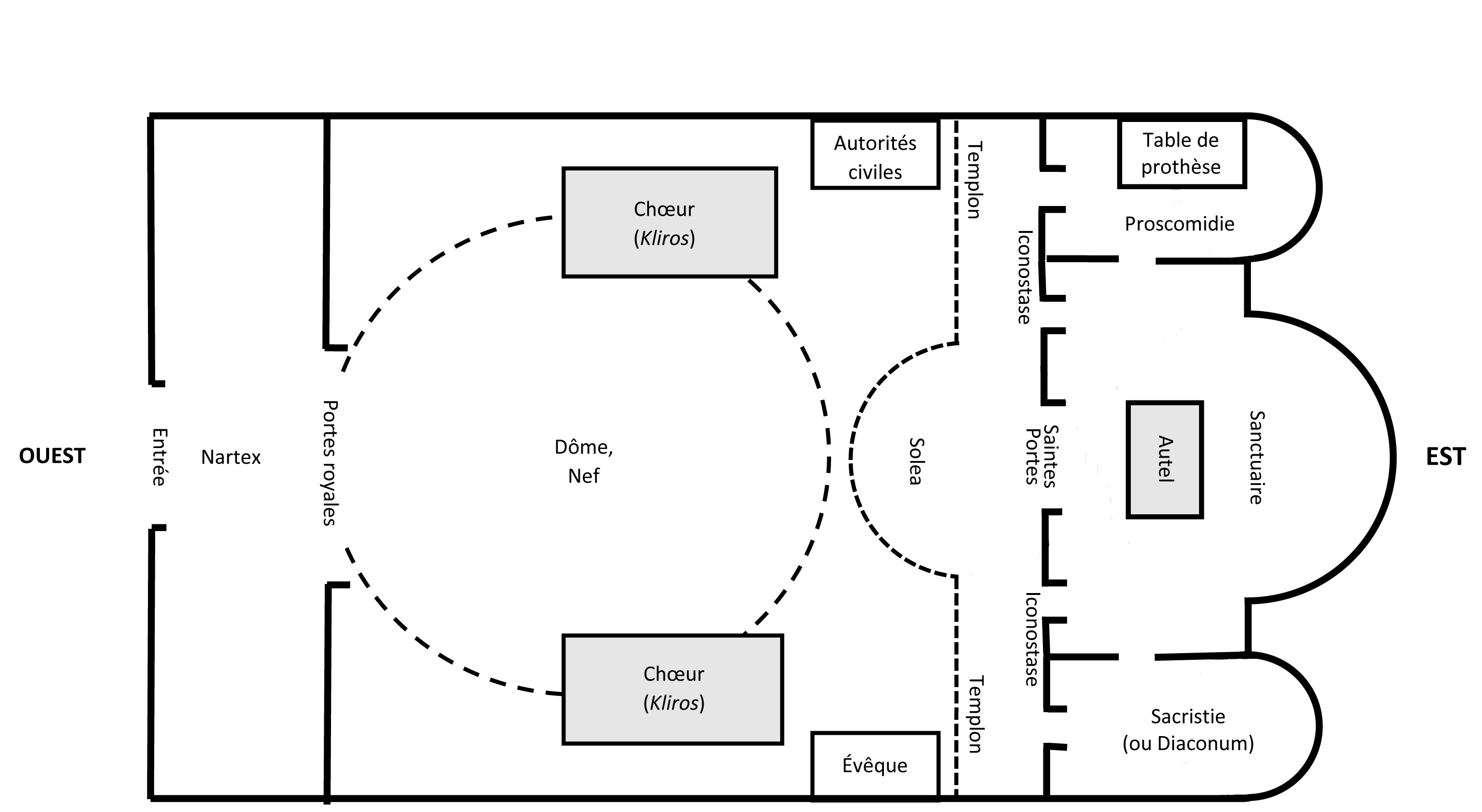
Plan-type d'une église de rite byzantin.

Le sanctuaire comporte généralement trois parties, correspondant souvent à trois chapelles dans l'abside :

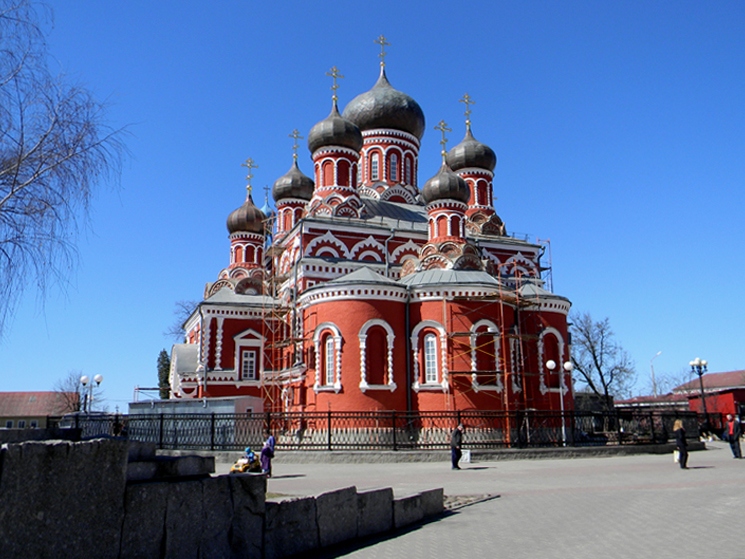
Abside de la Cathédrale de la Résurrection du Christ à Baryssaw (Borissov) en Biélorussie.

- la chapelle de proscomidie (ou chapelle de prothèse) où est effectuée la préparation des Saints Dons ;
- le sanctuaire proprement dit ;
- le diaconum ou sacristie.

### Chapelle de proscomidie
Elle est située au nord. Lorsque les lieux ne le permettent pas, un espace réservé à la préparation des Saints Dons est reporté à l'ouest de l'église, à gauche de l'Entrée royale.
La chapelle de proscomidie (ou de prothèse) abrite un autel secondaire, de petites dimensions, la Table de prothèse, sur lequel est effectuée la préparation des Saints Dons.

### Sanctuaire
La sanctuaire proprement dit abrite la Sainte table (autel) où est célébrée la Divine Liturgie. Le sanctuaire communique avec la nef, où se tiennent les fidèles, par les Saintes Portes qui ouvrent sur l'Autel.

### Diaconum
Au sud du sanctuaire, une chapelle abrite le diaconum, ou sacristie. On y range les habits sacerdotaux et on y conserve les livres du culte.

### Iconostase
L'iconostase est une paroi, généralement de bois, séparant la nef du sanctuaire. Elle affiche les saintes icônes de façon prescrite, avec l'image du Christ en son centre. Elle est percée au milieu d'une double porte : les Saintes Portes, que seuls franchissent le prêtre ou l'évêque et, de part et d'autre, de portes secondaires utilisées par les autres servants du culte pour passer de la nef au sanctuaire.

## Prolongement du sanctuaire vers la nef

### Templon

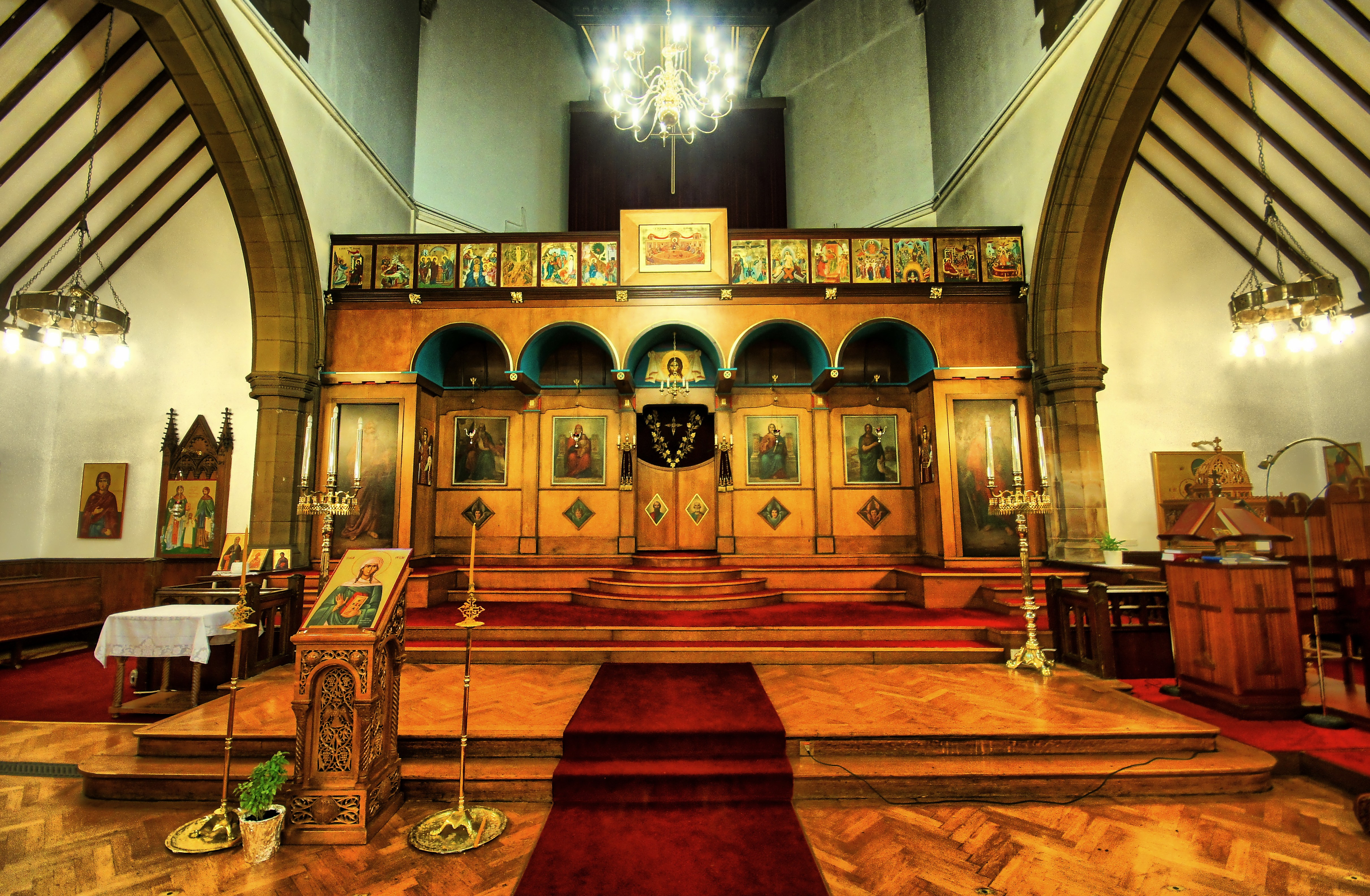
Templon et soléa dans l'église Saint Luc à Glasgow, Écosse, Grande-Bretagne.

Le templon est une estrade prolongeant le sanctuaire vers la nef, au même niveau que celui-ci, c'est-à-dire quelques marches au-dessus de la nef. Le templon était parfois séparé de la nef par une balustrade, voire par un mur d'icônes. Le plus souvent aujourd'hui, quelques marches suffisent à en marquer la limite

### Soléa
La soléa est une avancée du templon vers la nef, pourvue d'un escalier de quelques marches permettant le passage du sanctuaire à la nef. La soléa reçoit souvent l'ambon.